# 動物占い
動物占い（どうぶつうらない）は、生年月日から性格を動物にたとえて占う占い。

## 概要
陰陽五行思想を基にした四柱推命の十二運星を動物名に置き換えた（例：沐浴→チータ）ものを中心に日本で生み出された。この占いは、心理学者でもあった増永篤彦が行った、日干から日支に引いた十二運とある種の性格分類に相関があるとの説が基本にある。基本的には12の動物と4つのグループに分けられる。1999年頃にブームとなり、性格診断、相性診断、恋愛占いができるものなど様々な動物占いが誕生し、派生した占いも多数ある。なお、「動物占い(R)」は（株）ノラコムの登録商標である。

## 動物キャラと4グループとカラー
動物に割り当てられた各色は生まれた日の十干に対応している。イエロー（甲）、グリーン（乙）、レッド（丙）、オレンジ（丁）、ブラウン（戊）、ブラック（己）、ゴールド（庚）、シルバー（辛）、ブルー（壬）、パープル（癸）
地球グループ（自分軸、目標指向型、漢字表記）〈日干が火行の丙丁・土行の戊己・水行の壬癸で日支が土用以外の干支〉
- 虎（6色：ブラック、レッド、ブルー、オレンジ、ブラウン、パープル）〈四柱推命で帝旺、算命学で天将星〉
- 狼（6色：レッド、ブルー、オレンジ、ブラウン、パープル、ブラック）〈四柱推命で胎、算命学で天報星〉
- 猿（6色：レッド、ブルー、ブラウン、オレンジ、パープル、ブラック）〈四柱推命で長生、算命学で天貴星〉
- 子守熊（6色：オレンジ、パープル、ブラック、レッド、ブルー、ブラウン）〈四柱推命で病、算命学で天胡星〉

太陽グループ（自分軸、状況対応型、カタカナ表記）〈日干が木行の甲乙・金行の庚辛で日支が土用以外の干支〉
- ペガサス（4色：イエロー、グリーン、ゴールド、シルバー）〈四柱推命で絶、算命学で天馳星〉
- ゾウ（4色：グリーン、シルバー、イエロー、ゴールド）〈四柱推命で死、算命学で天極星〉
- ライオン（4色：イエロー、グリーン、ゴールド、シルバー）〈四柱推命で建禄、算命学で天禄星〉
- チータ（4色：イエロー、ゴールド、グリーン、シルバー）〈四柱推命で沐浴、算命学で天恍星〉

満月グループ（相手軸、目標指向型、ひらがな表記）〈日干が火行・土行・水行で日支が辰・未・戌・丑の土用の干支〉
- ひつじ（6色：オレンジ、パープル、レッド、ブラック、ブルー、ブラウン）〈四柱推命で墓、算命学で天庫星〉
- 黒ひょう（6色：ブラウン、オレンジ、パープル、レッド、ブラック、ブルー）〈四柱推命で冠帯、算命学で天南星〉

新月グループ（相手軸、状況対応型、ひらがな表記）〈日干が木行・金行で日支が辰・未・戌・丑の土用の干支〉
- こじか（4色：イエロー、ゴールド、グリーン、シルバー）〈四柱推命で養、算命学で天印星〉
- たぬき（4色：グリーン、シルバー、イエロー、ゴールド）〈四柱推命で衰、算命学で天堂星〉

## 5アニマル
今までの動物を「本質」とし、同じく四柱推命をもとに「表面」「意思決定」「希望」「隠れ」の4つの動物を導き出し、より深く性格や相性を占う。
表面
他人に見られている、または他人に見せているキャラ
意思決定
何かを考えるとき、ものごとを決断する時にあらわれるキャラ
希望
本当はなりたいと思っているキャラ
隠れ
ピンチのときや、土壇場の状態に追い込まれたときにあらわれるキャラ

## キャラクターデザイン
初期のキャラクターデザインは玖保キリコ。（株）ノラコムが小学館と離れていた一時期（2001年〜2005年頃）は版権の関係で松下進だったことがある。2008年12月1日より、動物占い(R)誕生から10周年となるためキャラデザインが前田ヒロユキとなる。現在公式サイトにて、2011年7月1日よりキャラデザインが変更されることが告知されている。

## 関連書籍
- 人間まるわかりの動物占い ISBN 409416751X
- 改訂版人間まるわかりの動物占い ISBN 4094167552
- シニアのための動物占い―人間まるわかり ISBN 4093436215
- 相性まるわかりの動物占い ISBN 4094167528
- 改訂版相性まるわかりの動物占い ISBN 4094167560
- うちの子まるわかり 親子動物占い ISBN 4093101248
- うちの子・うちの親まるわかりの親子動物占い ISBN 4094167544
- 自分まるわかりの動物占い5 ISBN 4094167579
- 恋愛動物占い―相性・結婚まるわかり ISBN 4094167536
- 恋・友情・進路まるわかりの動物占い (赤) ISBN 4091044557
- 恋・友情・進路まるわかりの動物占い (青) ISBN 4091044565
- シロクロまるわかりの動物占いクロ恋と友情―恋がヘタなのはなぜか ISBN 4091012167
- シロクロまるわかりの動物占いシロお仕事―仕事がダメなのはなぜか ISBN 4091012159
- 動物占いクロ恋と友情 ISBN 4091012167
- 動物占い2007開運 ISBN 409101223X
- ニューウェイズのクロージングで勝つ!―相手を100%やる気にさせる動物占い ISBN 4903024016
- Lucky占術アニマロジィ―名前だけでわかるあなたの動物タイプ ISBN 4093983410
- 天使と悪魔の新ペット動物占い ISBN 4906011756
- 動物(アニマル)占い あなたはなに猫 ISBN 4876934967
- 決定版!動物ラブ占い―動物+ラッキーカラーで占う ISBN 4845815826
- 決定版!動物夜のラブ占い ISBN 4845815834
- からだの動物占い―動物キャラ別ダイエット ISBN 4840105804
- こころの動物占い―動物キャラ別人間関係 ISBN 4840105790
- 動物「進化」占い―あなたはいま、どの動物か ISBN 441303189X
- 陰陽五行説が教える動物性格占い―もっともっと自分がわかる本 ISBN 4584380287
- 陰陽五行説が教える 動物LOVE2占い―あの人との相性が見えてくる本 ISBN 4584380309
- 陰陽五行説が教える 動物ココロ占い―本当の自分を発見する本 ISBN 4584380317
- Happie新動物占い 新生活ファッション・恋愛編 ISBN 4754252829
- 新動物占い〈2001年版〉―全体運&恋愛運勢 ISBN 4594030068
- これで決まり!!新動物占い ISBN 459402839X
- 友だち動物占い―21世紀版 ISBN 4391124467
- 恐いほど当たる動物占い―あなたと彼の「本音・すべて」が解る! ISBN 4331352110
- 前世動物で知る性格14分類法 ISBN 4898298028
- 古代エジプトの守護動物占い―人間関係がスムーズにいく ISBN 4806901954
- ちょっとエッチな新動物占い 恋愛編 ISBN 4901142356
- 占星ション 新動物占い シニア版 ISBN 4892362913
- 自分まるわかりの動物占い5アニマル　 ISBN 4094167579
- 大人の動物占い Premium　 ISBN 9784072775233

## 関連商品
- 動物占い(R)Premium（iPhone/iPod touch 2010年1月11日配信開始）
- 動物占い(R)Premium運勢編（iPhone/iPod touch 2010年8月1日配信開始）
- 動物占い(R)姓名判断（iPhone/iPod touch 2011年5月12日配信開始）
ローマ字と生年月日から性格や相性、運勢を占う。現在、iPhone/iPod touchのみで販売されている。
- 恋愛動物占い(R)（iPhone/iPod touch 2012年3月30日配信開始）
- お天気動物占い(R)（iPhone/iPod touch 2012年10月1日配信開始）
日本気象協会とのコラボアプリ。
- 動物占い(R)運勢手帳（iPhone/iPod touch 2012年11月8日配信開始）